# シストラム

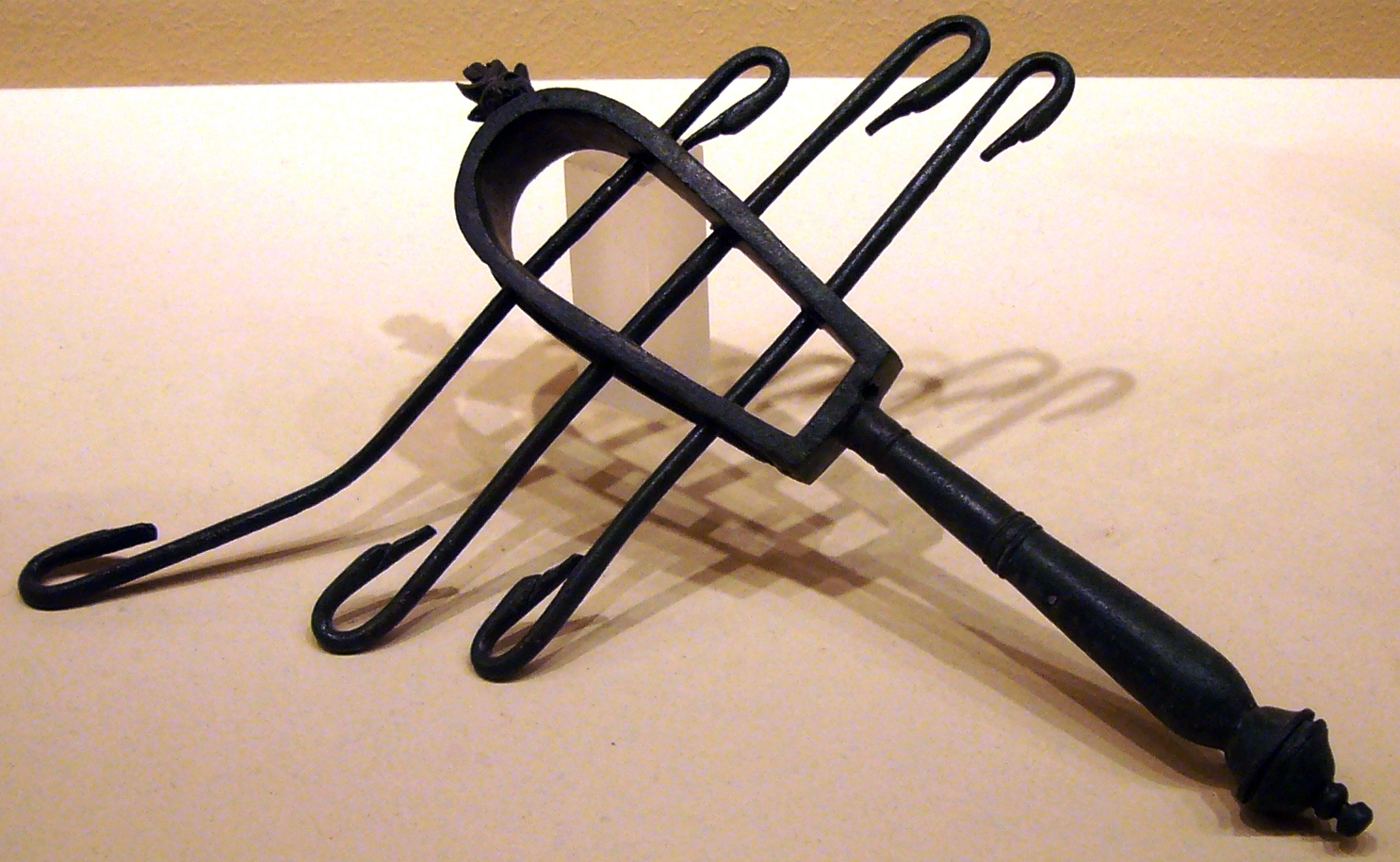
セケム型のシストラム

シストラムあるいはシストリム（sistrum, 複数形 sistra 羅: sīstra）は、ギリシャ語の σείειν seiein 「振る」の派生語で、文字通り「振られるもの」 を意味するセイストロン（σεῖστρον, seistron）に由来する、打楽器に属する楽器で、ラットルの一種である。とりわけ古代エジプト人が用いていたことで知られる。持ち手と真鍮あるいは青銅製の幅30センチから76センチ（12インチから30インチ）の幅のU字型の金属の枠で出来ていて、枠は金属のリングを通したスライド式の金属の横木を支えている。シストラムを振ると、動く横木に取り付けられた薄い金属製のリングや輪が、小さなカチャカチャした音や大きな金属音まで様々な音を出す。
古代エジプト語ではカタカタ鳴る音からセケム（sekehem (sḫm)）、あるいはセシェシェト（sesheshet (sššt)）と名付けられた古代エジプトのシストラムは、さまざまな音楽や喜びに満ちた神々の宗教的、また儀式的な慣習と重要な関係がある 。
セケムはより単純な輪のような形をしたシストラム（輪型シストラム）であるのに対し、セシェシェト（擬声語）はナオスのような形をしている。
英語では「シストラム」という名前はこんにちの西アフリカの円盤を鳴らす楽器を呼ぶのに借用されている。

## 古代エジプトのシストラム

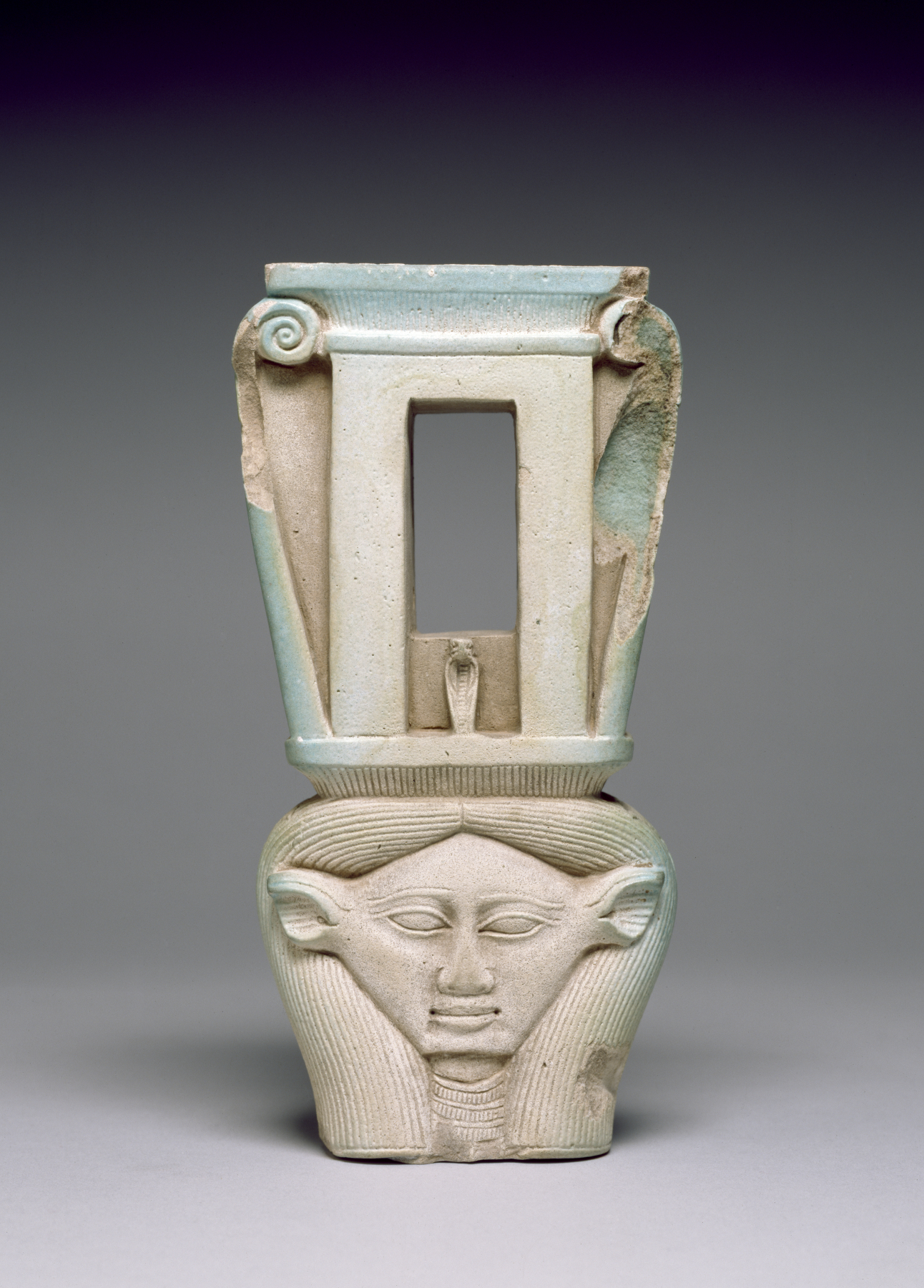
ナオスのような形をした「セシェシェト型」のシストラム。エジプト第26王朝 （紀元前580年から525年ごろ）。

古代エジプトにおいて、シストラムは神聖な楽器だった。おそらくバト (女神)信仰に起源を持ち、舞踏や宗教儀式とりわけハトホル崇拝で用いられた。U字を描くシストラムの持ち手と枠は雌牛の女神の顔と角を象徴したと考えられる。ハトホル信仰に用いられた違う型のシストラムはナオス型で、持ち手には精巧な装飾が施されハトホルの頭部を頂いていた。シストラムは王がハトホルに何がしかを献上する祭で使う以外では、専ら女性や奏楽を行う巫女が用いた。音楽のリズムに合わせて打楽器が発する音は神へ呼びかけるために大変重要であり、反復的な音は儀式の癒しを助け、現実を変えると考えられていた。シストラムは第18王朝まで他の音楽や舞踏、お祭り騒ぎなど宗教的な背景以外でも用いられたが次第に制限されて行き、最終的に宗教的な目的のみで使われるようになった。また、シストラムはナイル川の氾濫を防ぎ、セトを追い払うためにも振るわれた。
母と創造者の役割を演じるイシスは、片手にナイルの氾濫を象徴する桶を持ち、もう一方の手にはシストラムを持つ。女神バステトもまた、しばしばシストラムを持つ姿で描かれるが、これは彼女が踊りと喜び、そして祝祭を司る女神としての彼女を象徴している。

## 古代ミノアのシストラム

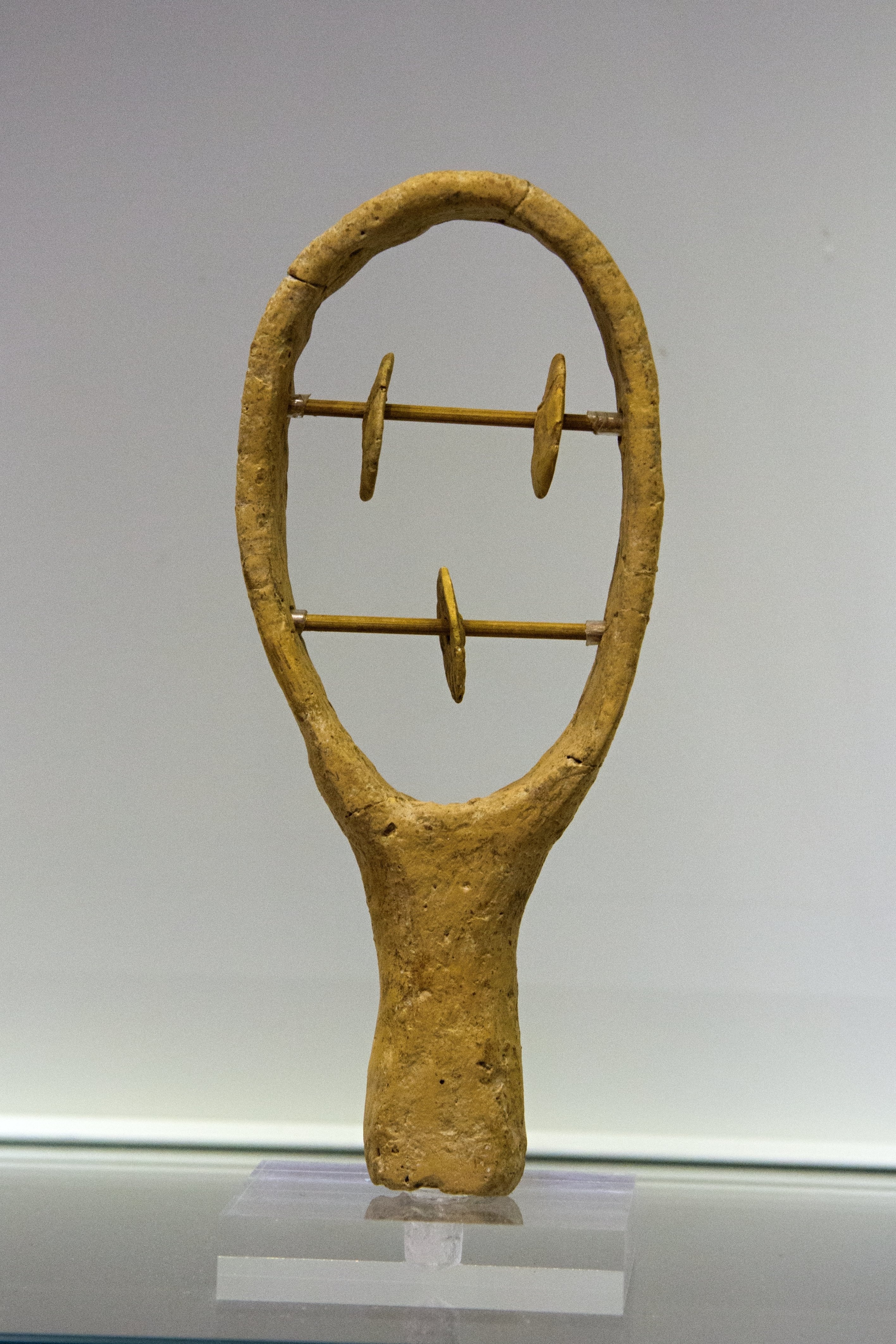
クレタ島のアルカネスで発見されたミノア文明の粘土製シストラム。

古代ミノア文明でもシストラムが使われていた。クレタ島では現地の粘土で作られたものが発掘されている。それらのうちの5つがアイオス・ニコラオス考古学博物館に展示されている。またアヤ・トリアダ遺跡で発見された収穫者の壺にもシストラムが描かれている。
古代ミノア人もおそらく、古代エジプトと同様にハトホルを中心とした豊穣、音楽、踊りのような娯楽、そして贖宥をふくむ儀式で使われた。古代ミノア人のシストラムの使い方は古代エジプト人の葬儀の場で同様に用いられたことから、部分的に一致を見る。古代ミノアの2つの青銅製のシストラ〔ママ〕は、アーチと持ち手を別々に成形したのち、2つをリベットで結合して作られたことが分かる。
粘土製のシストラ〔ママ〕が実際に音楽を演奏するために作られたのか、それとも象徴的な意味を持った模型だったのかどうか、研究者の確信はまだ得られていない。しかし陶器のレプリカを使った実験では粘土製のシストラムのデザインで満足な音を得られたため、儀式での使用はおそらく望ましかっただろう。

### より最近の用途
セナセル（senasel）と、のちのクロタルスは何世紀にも渡りエチオピア正教会 の典礼楽器として残っていて、こんにちも教会の重要な祭でdebtera（先唱者）が行う舞踏の際に演奏される。またネオペイガニズムの礼拝や儀式でも時折見られる。
シストラムは19世紀の西洋の管弦楽曲でも時折復活し、最も傑出した使われ方がフランスの作曲家エクトル・ベルリオーズのオペラ「トロイアの人々」（1856年 - 1858年） の第一幕に見られる。しかしながら現代ではシストラムに近いタンバリンに置き換えられている。短く、鋭く、リズミカルな拍子で振られることで、シストラムは躍動感や活動性を喚起する効果がある。タンバリンに似たシストラムの律動的な振動は、古代エジプトのハトホル礼拝における神聖な聞で鳴らされる音であれ、現代の福音主義で鳴らされる甲高いタンバリンの音であれ、ロマの歌や踊りであれ、ロックのコンサートであれ、大規模なオーケストラの総奏を盛り上げる場面であれ、宗教的あるいは恍惚を伴う事象と関連づけられる。
クラッシック作曲家ハンス・ヴェルナー・ヘンツェ  (1926–2012)は1988年の作品「6人の奏者のためのソナタ(Sonate für sechs Spieler)」でフルート奏者に2つのシストラを演奏するように指示している。

### 西アフリカ
カラバッシュ・シストラム（calabash sistrum）、ウエスト・アフリカ・シストラム（West Africa sistrum）またはディスク・ラットル（disc rattle, (n'goso m'bara)）はワサンバ（Wasamba）あるいは Wasshouba rattleと呼ばれるこんにちの西アフリカとガボンのジャラジャラ音のする楽器もシストラム（sistrum）の複数形シストラ（sistra）で呼ばれる。典型的なものはV字型の枝にいくつか、またはたくさんのヒョウタンの円盤で構成されていて、装飾されたものもある。

## ギャラリー

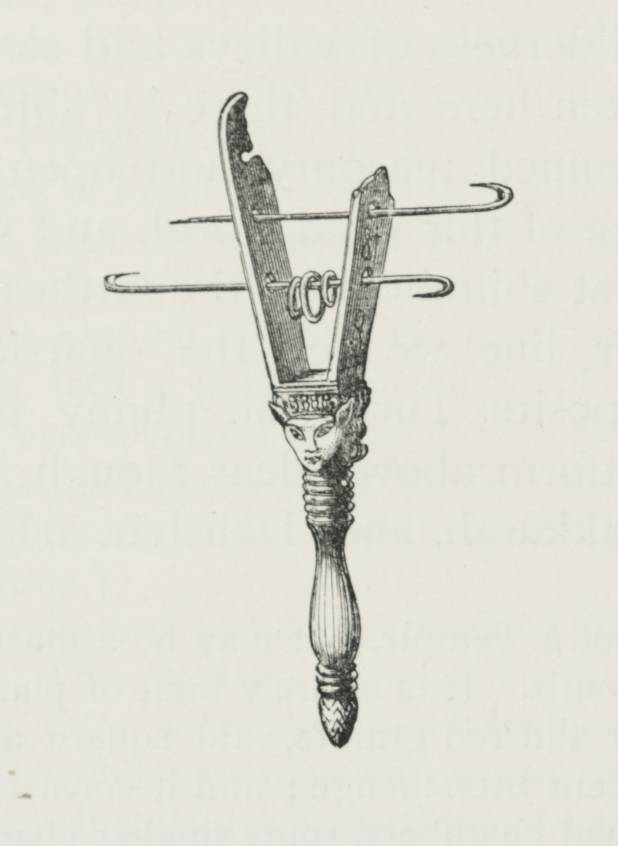
壊れた古代エジプトのシストラム
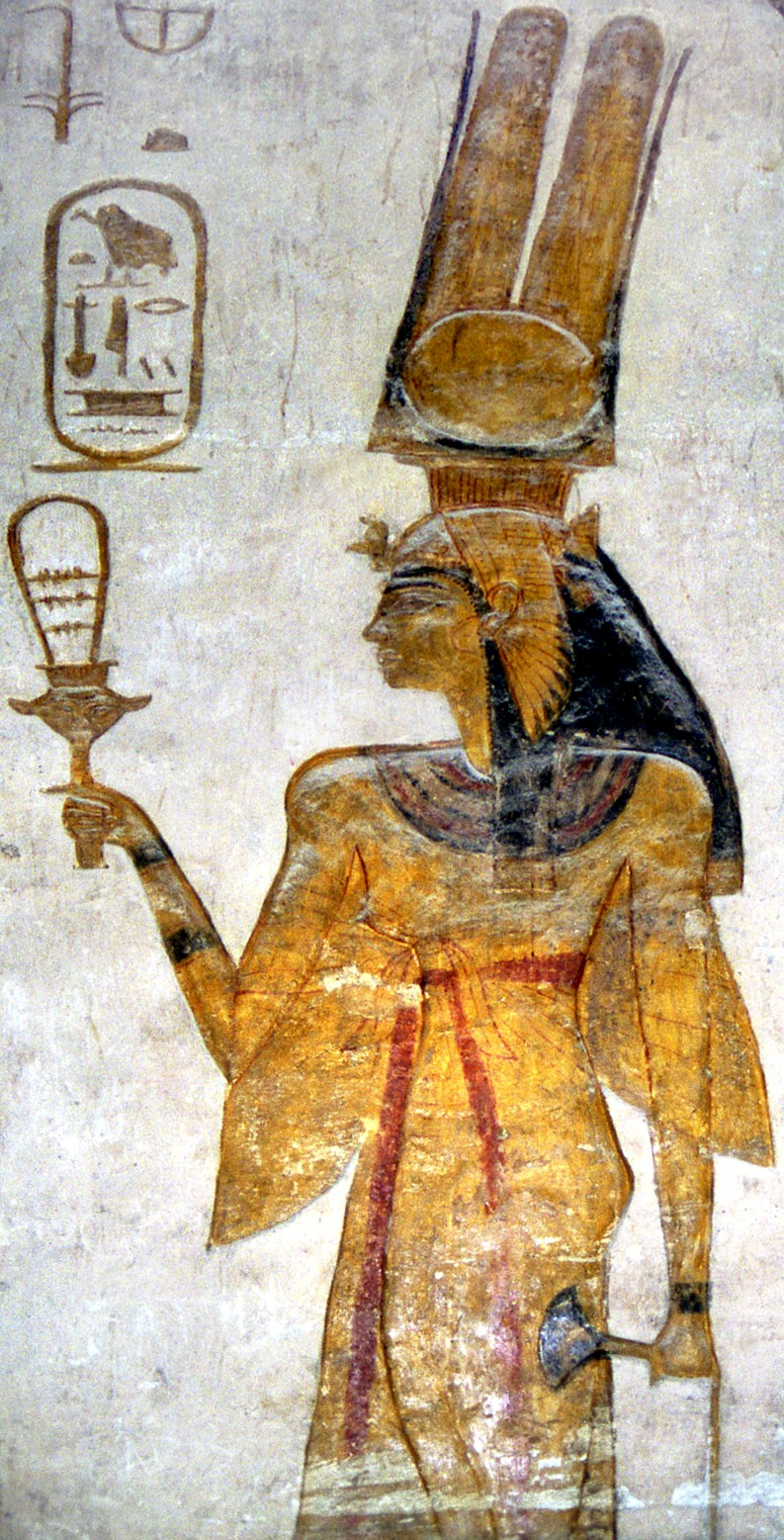
セケム型のシストラムを持つラムセス2世の妻ネフェルタリ。
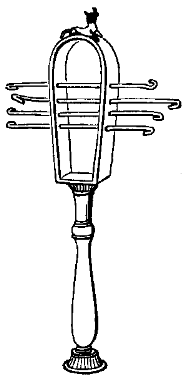
古代エジプトのシストラム。
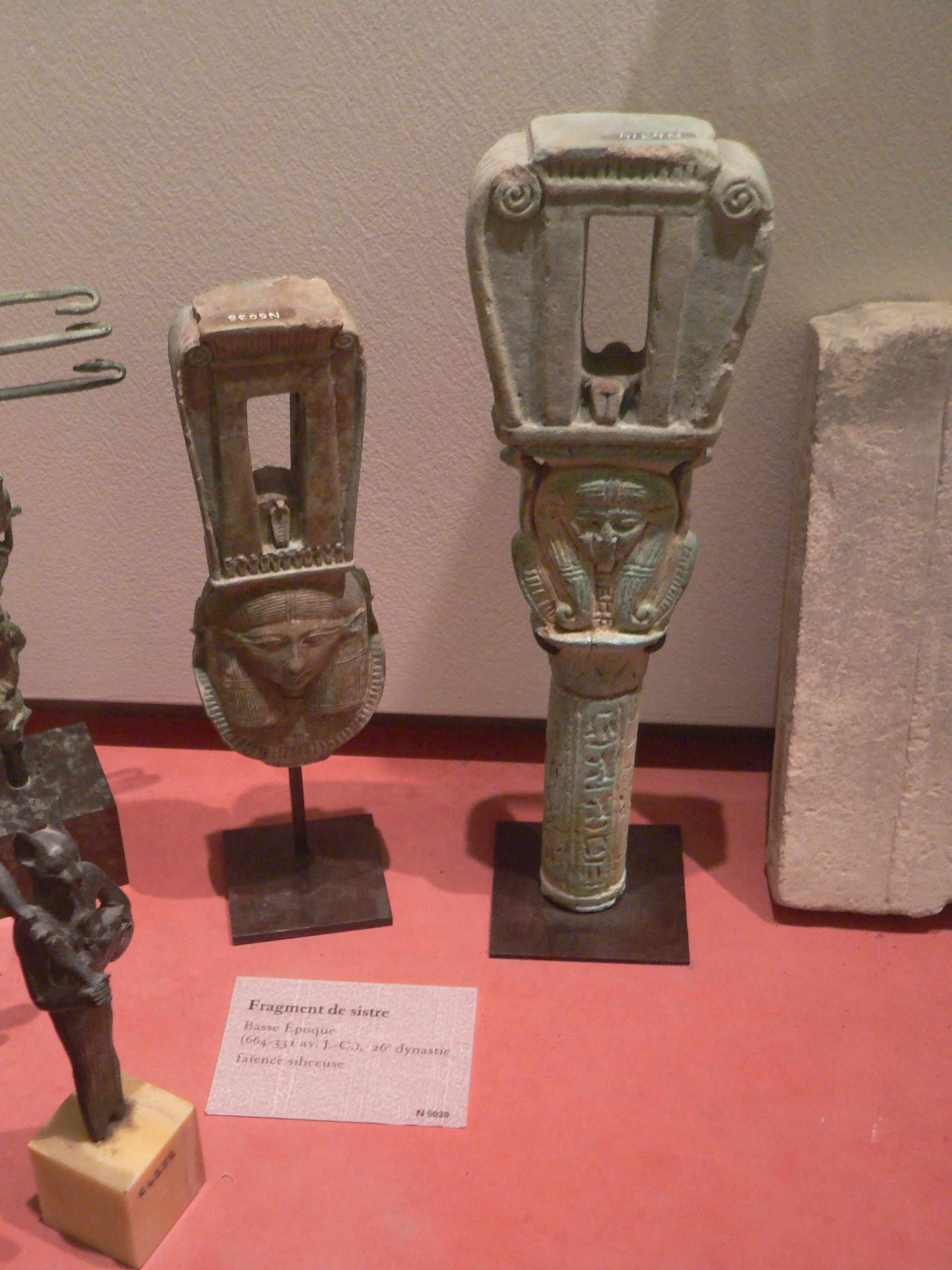
ルーブル美術館収蔵のシストラム。
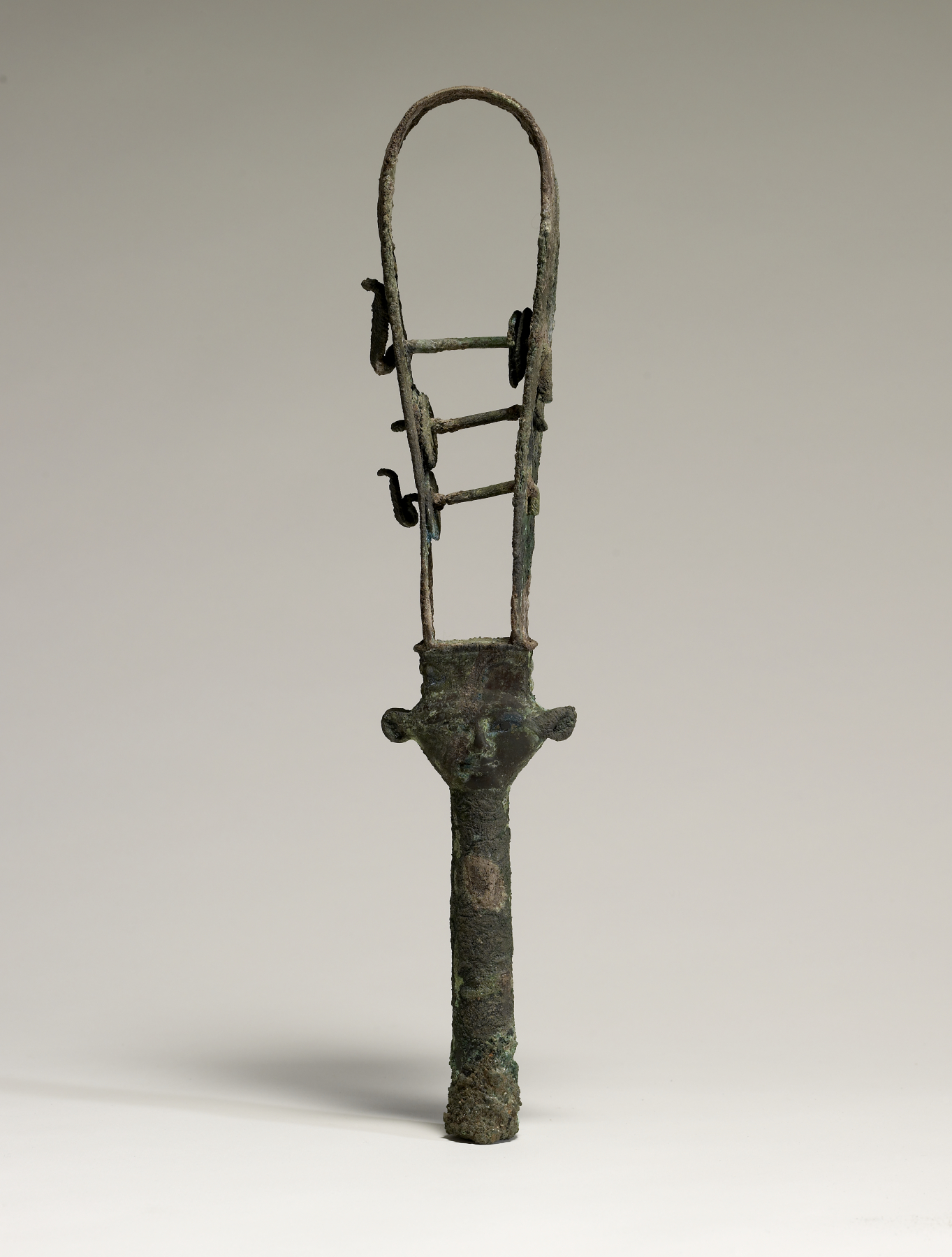
ウォルターズ美術館蔵、紀元前380から250ごろ。
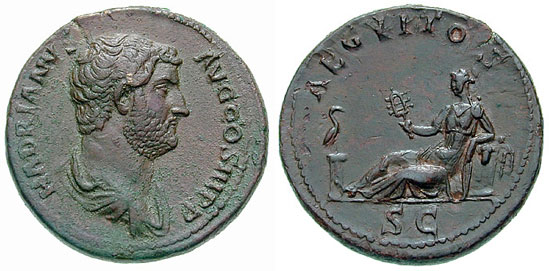
ハドリアヌス統治時代に発行されたコインに刻印されたシストラムを持って腰掛ける女性。
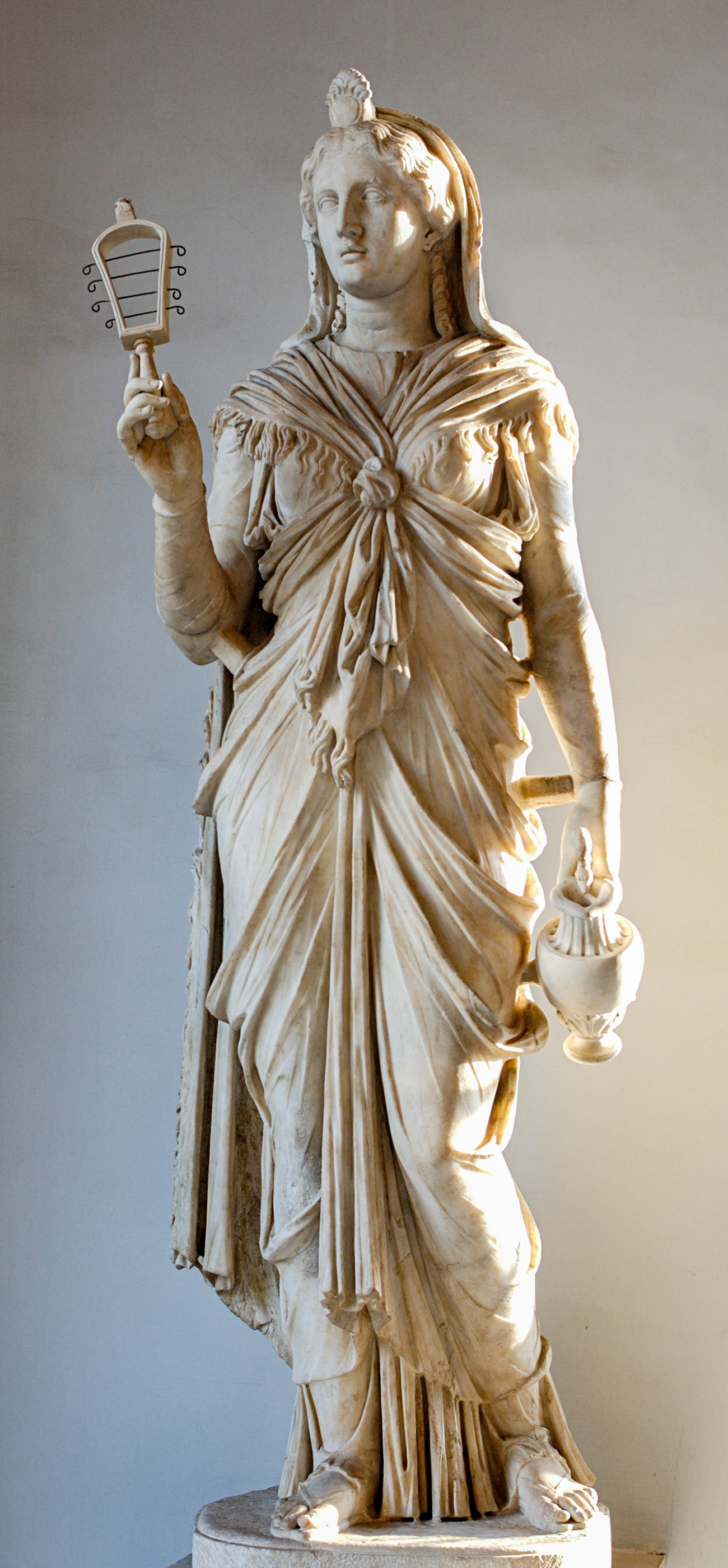
ハドリアヌス時代のローマ化されたシストラムを持つイシス。
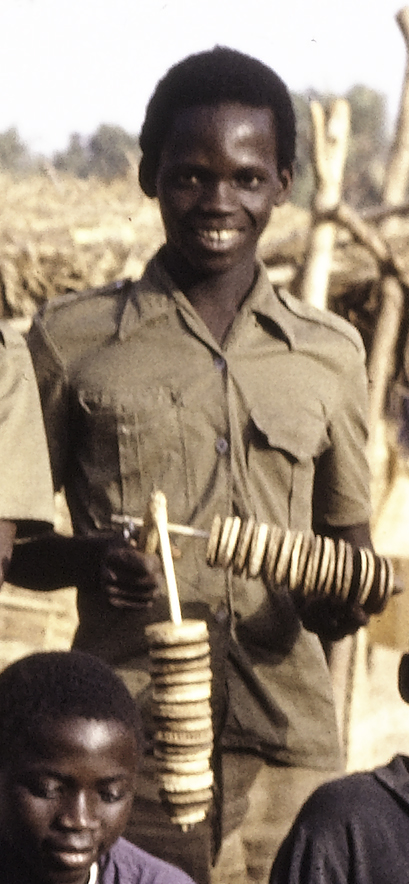
学校の楽団の演奏者がディスク・ラットル（シストラ）を2つ持つ学校の楽団の演奏者（セネガル、ジガンショール。1973年）
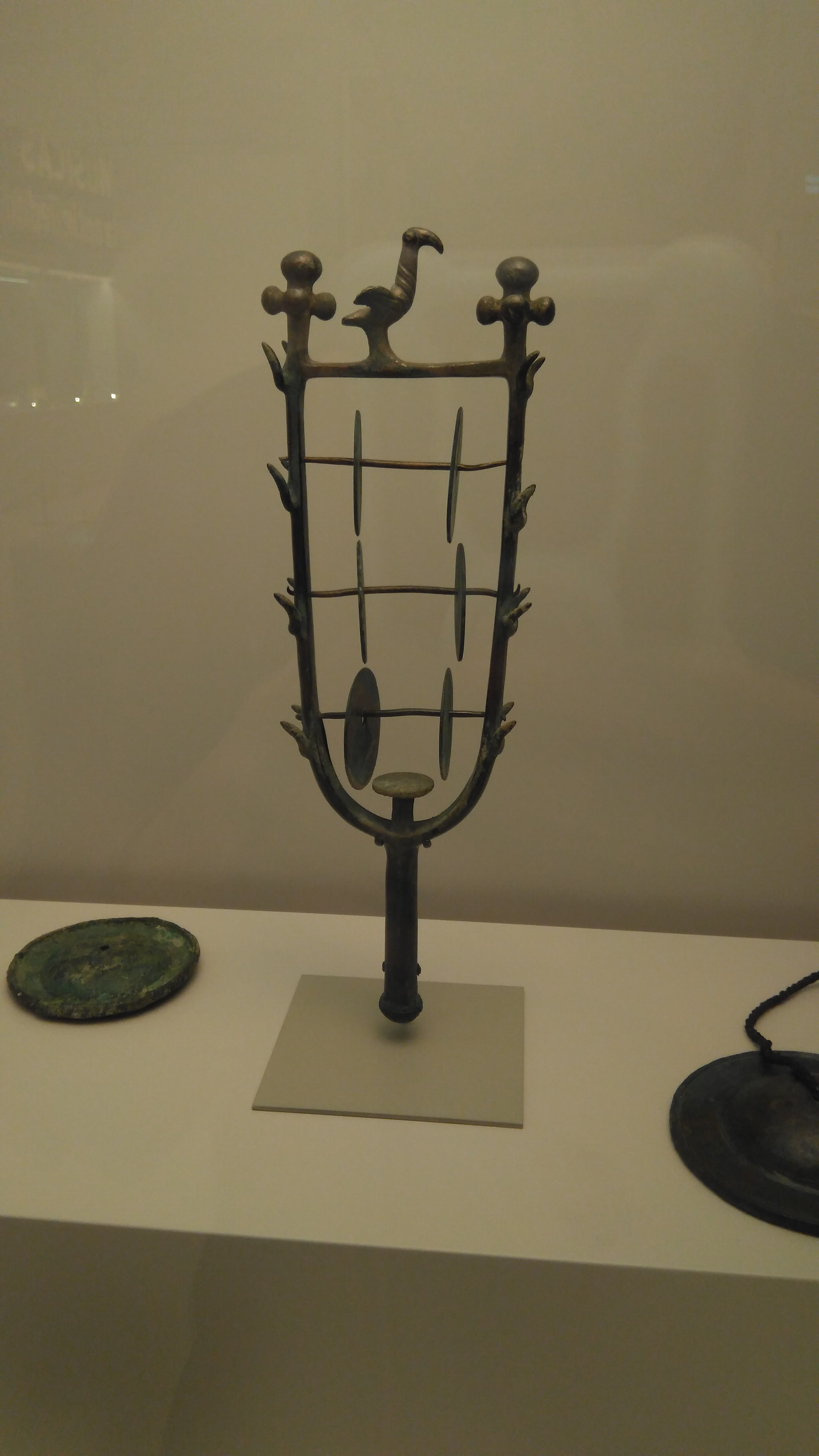
紀元前2300から2000年、銅の合金で作られたシストラム（トルコ、アンティオキア）。

### 引用文献
- Hart, George (2005). The Routledge Dictionary of Egyptian Gods and Goddesses (2nd ed.). Milton Park, UK: Routledge. ISBN 978-0-415-34495-1
- Merchant, Carolyn (1992). Radical Ecology: The Search for a Livable World. Routledge. ISBN 978-0-415-90650-0
- Plutarch (1936). Isis and Osiris. Loeb Classical Library. V
- Borroff, Edith (1971). Music in Europe and the United States: A History. Prentice-Hall. ISBN 9780136080831
- Lichtheim, Miriam (2006). The New Kingdom. Ancient Egyptian Literature. 2. Berkeley, CA: University of California Press. ISBN 978-0-520-24843-4